# Petaurista magnificus
Petaurista magnificus е вид бозайник от семейство Катерицови (Sciuridae). Видът е почти застрашен от изчезване.

## Разпространение
Видът произхожда от района на Хималаите, където се среща в Непал, Бутан, южен Тибетски автономен регион в Китай и индийските щати Сиким, далечния северен Западен Бенгал и голяма част от Аруначал Прадеш.